# Malik Batmaz
Malik Batmaz (* 17. März 2000 in Bretten) ist ein türkisch-deutscher Fußballspieler. Er steht seit Sommer 2023 bei Preußen Münster unter Vertrag.

## Karriere

### Verein
Batmaz begann seine fußballerische Laufbahn in seinem Heimatort beim SV Gölshausen, später spielte er beim VfB Bretten. Von dort wechselte er in die Jugend des SV Sandhausen. 2015 wechselte er in die Jugend des Karlsruher SC, wo er bis 2019 vorrangig in der U-17- und der U-19-Mannschaft zum Einsatz kam. Zum Ende der Saison 2017/18 absolvierte er nach seinem 18. Geburtstag auch ein paar Spiele für die zweite Mannschaft in der Oberliga Baden-Württemberg, die von dem Verein aber nach der Spielzeit aufgelöst wurde. Folglich wurde Batmaz in die erste Mannschaft integriert und bestritt die Spielzeit 2018/19 mit den Erwachsenen in der 3. Liga sowie hauptsächlich mit der U19 in der U-19-Bundesliga.
Am 19. August 2018 wechselte Alois Schwartz ihn bei der 0:6-Pokalniederlage gegen Hannover 96 in der 77. Spielminute für Marvin Pourié zu seinem ersten Pflichtspiel ein. Seinen ersten Ligaeinsatz hatte er eine Woche später am 25. August, dem 5. Spieltag der Saison, als er beim 0:0 im Südwestderby gegen den 1. FC Kaiserslautern in der 70. Spielminute für Pourié eingewechselt wurde. Am 15. Oktober 2018 unterschrieb er nach zwei Ligaspielen einen bis 2021 gültigen Profivertrag und stieg am Ende der Saison in die 2. Bundesliga auf, kam aber nur noch am letzten Spieltag zum Einsatz. In der U-19-Mannschaft wurde er außerdem mit 18 Treffern Torschützenkönig der Bundesliga-Staffel Süd/Südwest.
In der Folgesaison kam Batmaz unter Schwartz nicht einmal zum Zug und wurde im Januar 2020 bis zum Ende der Saison an den VfB Stuttgart ausgeliehen, wo er in der zweiten Mannschaft zum Einsatz kommen sollte, um Spielpraxis zu sammeln. Er bestritt alle drei möglichen Pflichtspiele, bevor die Saison in der Oberliga Baden-Württemberg aufgrund der COVID-19-Pandemie abgebrochen wurde. Nach Ende der Ausleihe gehört er in der Saison 2020/21 wieder zum Kader des Karlsruher SC und kommt unter dem neuen Trainer Christian Eichner zu vielen Einwechslungen. Sein Zweitliga-Debüt hatte er zum 1. Spieltag am 19. September 2020 beim 0:2 gegen Hannover 96, sein Startelfdebüt am 21. Dezember beim 1:2 gegen den Hamburger SV.
Im Sommer 2023 wechselte er zum Drittligisten Preußen Münster. In seiner ersten Saison, die er für Preußen Münster bestritt, gelang ihm der Aufstieg in die 2. Fußball-Bundesliga. Zugleich verpasste er den Titel des Torschützenkönigs – ebenso wie sein Mannschaftskollege Joel Grodowski – um lediglich einen Treffer. Im ersten Zweitligaspiel der Saison 2024/25 erzielte Batmaz bei der 1:3-Niederlage bei Greuther Fürth den zwischenzeitlichen Ausgleich zum 1:1. Nachdem er auch im zweiten Saisonspiel auf dem Feld gestanden hatte, riss er sich aber in der folgenden Pokal-Pause in einem Testspiel gegen Borussia Dortmund II das Kreuzband. Am 9. März 2025 feierte er sein Comeback am 25. Spieltag gegen den 1. FC Nürnberg.

### Nationalmannschaft
Batmaz kam bei den beiden Niederlagen gegen die irische U-17-Nationalmannschaft am 6. und am 8. September 2016 für die türkische U-17-Nationalmannschaft zum Einsatz.

## Erfolge
Karlsruher SC
- Torschützenkönig der A-Junioren-Bundesliga Süd/Südwest: 2019

Preußen Münster
- Aufstieg in die 2. Bundesliga: 2024